# Izotropija
Izotropija (izraz izvira iz dveh starogrških besed starogrško ἰσόω; isóo – enako in starogrško τρόπος: trópos – smer) je lastnost nekaterih snovi, ki se kaže v tem, da neka lastnost ni odvisna od smeri. Nasprotni pojem je anizotropija, kjer je lastnost odvisna od smeri. Velikost anizotropije se lahko določa kot razliko v lastnostih vzdolž različnih smeri. 
Pojem se uporablja v velikem številu področij znanosti:
- matematiki
- fiziki
- biologiji
- ekonomiji
- geografiji